# Aeroporto de Rondonópolis
O  Aeroporto Municipal Maestro Marinho Franco  é um aeroporto doméstico localizado na região sudeste do Mato Grosso, no município de Rondonópolis, dista vinte quilômetros do centro da cidade. É estruturado, com salas de embarque, desembarque e saguão, além de ser autorizado a operar voos de grande porte.

## Características
- Latitude: 16º35'19.06" S
- Longitude: 54º43'20.17" W
- Google Earth: 16 35 19.06 S 54 43 20.17 W
- Piso: A
- Sinalização: S
- Pista com balizamento noturno
- Distância do centro da cidade: 20km
- Pista: 1850m de comprimento x 30m de largura
- Contato: Rodovia BR-163, km 107 - Fone: (66) 3411-5134
- Distância Aérea: Cuiabá 184km; Brasília 720km; São Paulo 1147km; Porto Alegre 1546km
- Frequência Tráfego Aéreo (EPTA): 130.700 (MHz)

## Concessão à iniciativa privada
O Aeroporto Municipal Maestro Marinho Franco foi leiloado na data de 15 de março de 2019 na Bolsa de Valores de São Paulo no Leilão 01/2019 da Agência Nacional de Viação Civil (Anac). A empresa Centro-Oeste Airports (COA), consórcio composto pelas empresas Socicam e Sinart, apresentou a maior proposta pelo bloco do Centro-oeste, que além do aeroporto de Rondonópolis, contém o Aeroporto Internacional Marechal Rondon de Várzea Grande, o Aeroporto de Sinop e também o de Alta Floresta. A proposta de investimento inicial foi de R$ 40 milhões, a empresa venceu a concessão de 30 anos dos quatro aeroportos de Mato Grosso.